# Eubrachium hispidulum
Eubrachium hispidulum é uma espécie de insetos coleópteros polífagos pertencente à família Histeridae.
A autoridade científica da espécie é Bremi-Wolf, tendo sido descrita no ano de 1855.
Trata-se de uma espécie presente no território português.